# Ломезе (Вербано-Кузио-Осола)
Ломезе је насеље у Италији у округу Вербано-Кузио-Осола, региону Пијемонт.
Према процени из 2011. у насељу је живело 50 становника. Насеље се налази на надморској висини од 438 м.